# 曹焕文
曹焕文，中华人民共和国政治人物。化工专家。
担任太原市协商委员会副主席、太原市人民政府副市长。1954年，当选第一届全国人民代表大会代表。